# Маріуш Влязлий
Маріуш Лукаш Влязлий (пол. Mariusz Łukasz Wlazły; нар. 4 серпня 1983, Велюнь) — польський волейболіст, гравець національної збірної Польщі, чемпіон світу-2014 та найкращий гравець вирішальної частини цієї першости. Лідер за кількістю очок, здобутих у польській Плюс Лізі (7 624).

## Життєпис
Народжений 4 серпня 1983 року в м. Велюнь.
Протягом своєї ігрової кар'єри виступав за польські клуби ВКС Велюнь (WKS Wieluń, 1997—2001), СПС Здунська Воля (SPS Zduńska Wola, 2001—2003), «Скра» (2003—2020), «Трефль» (Гданськ, 2020—2023). Також грав у складі катарського «Аль-Арабі» (сезон 2014—2015).
У польській Плюс Лізі дебютував 29 листопада 2003 року, останній матч зіграв 28 квітня 2023 року проти «Проєкту». 
На початку березня 2023 року капітан команди «Трефль» (Гданськ) Маріуш Влязлий встановив ще один рекорд у своїй кар'єрі, забивши свій 800–й ейс у матчі польської Плюс Ліги.
2020 року вболівальники обрали його найкращим гравцем в історії Плюс Ліги (44 % голосів, Міхал Вінярський (7 %), Павел Загумний (6 %) і Себастьян Свідерський (5 %).
До складу збірної повернувся після того, як його переконав тренер «кадри» Стефан Антіґа.
Восени 2023 року почав працювати на посаді координатора психологічної підготовки у гданському «Трефлі».

## Досягнення
У збірній
- чемпіон світу-2014

Клубні
- Переможець Плюс Ліги 2005, 2006, 2007, 2008, 2009, 2010, 2011, 2014, 2018[13]

Особисті
- найкращий гравець фінальної частини чемпіонату світу 2014,
- найкращий гравець Плюс Ліги 2013—2014[14], 2017—2018[15],
- лідер за кількістю очок, здобутих у польській Плюс Лізі (7 624).